# Александер княз фон Шьонбург-Хартенщайн
Йозеф Александер Хайнрих Ото Паул Фридрих фон Шьонбург-Хартенщайн (на немски: Josef Alexander Heinrich Otto Paul Friedrich von Schönburg-Hartenstein; * 5 март 1826, Виена; † 1 октомври 1896, Виена) е 3. княз на Шьонбург-Хартенщайн, австро-унгарски дипломат и политик.

## Живот
Той е големият син на 2. княз Хайнрих Едуард фон Шьонбург-Хартенщайн (1787 – 1872), инколат на Бохемия (2 април 1811 г.), и втората му съпруга принцеса Лудовика Алойзия Елеонора Франциска Валбурга фон Шварценберг (1803 – 1884), дъщеря на 6. княз Йозеф II фон Шварценберг (1769 – 1833), херцог на Крумау, и принцеса и херцогиня Паулина д'Аренберг (1774 – 1810).
Княз Александер започва дипломатическата си служба през 1847 г. като аташе в Хага, след това 1849 г. в Лондон, от 1850 г. в Берлин, където през 1851 г. става легационен-секретар, и от 1852 г. в Париж. През началото на 1855 г. той е секретар в легацията в Карлсруе, след няколко месеца е повишен на пратеник (по случай предстоящата му женитба).
От 1859 до 1863 г. той ръководи посолството в Мюнхен. Оттегля се по свое желание в края на 1863 г. в собственостите му в Бохемия и Моравия.
От 1872 до 1882 г. той е в народното събрание на Бохемия. След смъртта на баща му, 1872, той наследява място в „австрийския Херен-хауз“ и работи политически активно. През 1879 г. е избран за „вице-президент на Херен-Хауза“ и е такъв до смъртта си.
Александер фон Шьонбург-Хартенщайн умира на 1 октомври 1896 г. на 70 години във Виена. Той е рицар на Ордена на Златното руно.

## Фамилия
Александер фон Шьонбург-Хартенщайн се жени на 3 юни 1855 г. във Виена за принцеса Каролина Йозефа фон Лихтенщайн (* 27 февруари 1836, Виена; † 28 март 1885, Виена), дъщеря на княз Алоиз II фон Лихтенщайн (1796 – 1858) и графиня Франциска де Паула Барбара Романа Бернарда Кински фон Вчиниц-Тетау (1813 – 1881). Те имат шест деца:
- Лудовика (* 3 юли 1856, Етлинген; † 5 юли 1932, Мюнхен), омъжена на 27 ноември 1879 г. във Виена за 1. княз Бертрам фон Кват-Викрат-Исни (1849 – 1927)
- Франциска Мария Каролина Йозефина Тереза (* 28 август 1857, Карлсруе; † 20 януари 1926, Петрорад у Лоун), имъжена на 26 април 1876 г. във Виена за граф Евгений Яромир Франц Чернин фон Худениц (1851 – 1925)
- Едуард Алойз Мария Александер Конрад (* 21 ноември 1858, Карлсруе; † 20 септември 1944, Хартенщайн), 4. княз на Шьонбург-Хартенщайн, австро-унгарския генерал-полковник, женен на 23 април 1887 г. във Виена за графиня Йохана фон Колоредо-Мансфелд (1867 – 1938)
- Мария Терезия Лудовика (* 17 декември 1861, Мюнхен; † 25 август 1945, Вайтвьорт до Залцбург), омъжена на 6 юни 1885 г. във Виена за княз д-р Едуард Северин Мария фон Ауершперг (1863 – 1956)
- Ото Едуард Мария Александер (* 24 март 1863, Мюнхен; † 18 април 1903), принц, неженен
- Йоханес Мария Алойз Ото Хайнрих Александер (* 12 септември 1864, дворец Енцесфелд а. д. Тризтинг, Долна Австрия; † 30 март 1937, Виена), принц, женен на 27 април 1897 г. във Виена за принцеса София Мария Каролина Ернестина Нотгера фон Йотинген-Йотинген и Йотинген-Валерщайн (1878 – 1944)